# Ярега
Я́рега (на руски: Ярега) е селище от градски тип в Република Коми, Русия. Разположено е на около 15 km югозападно от административния център – град Ухта. Към 2016 г. има население от 7665 души.

## История
Създаването на Ярега е пряко свързано с находищата на нефт около Ухта. Затова скоро след основаването на Ухта (1929 г.) е основан и Ярега (1932 г.). Добивната дейност е била осъществявана основно от затворници от ГУЛАГ. През 1944 г. получава статут на селище от градски тип.

## Население
| 1959 | 1970 | 1979 | 1989   | 2002 | 2010 | 2016 |
| ---- | ---- | ---- | ------ | ---- | ---- | ---- |
| 8418 | 7906 | 9054 | 10 650 | 8512 | 8500 | 7665 |

## Икономика
Ярега разчита почти изцяло на добива на нефт и титаниева руда, чиито запаси са изключително големи тук. Селището е и важен жп възел.